# Park (Kansas)
Park es una ciudad ubicada en el condado de Gove en el estado estadounidense de Kansas. En el año 2010 tenía una población de 126 habitantes y una densidad poblacional de 157,5 personas por km².

## Geografía
Park se encuentra ubicada en las coordenadas 39°6′44″N 100°21′38″O / 39.11222, -100.36056 (39.112299, -100.360501).

## Demografía
Según la Oficina del Censo en 2000 los ingresos medios por hogar en la localidad eran de $28,750 y los ingresos medios por familia eran $34,375. Los hombres tenían unos ingresos medios de $30,208 frente a los $22,500 para las mujeres. La renta per cápita para la localidad era de $16,303. Alrededor del 10.1% de la población estaban por debajo del umbral de pobreza.